# Spatial Light Modulator
Ein räumlicher Modulator für Licht (englisch: Spatial Light Modulator (SLM)) ist ein Gerät, um Licht eine räumliche Modulation aufzuprägen. Ein einfaches Beispiel ist die Folie eines Tageslichtprojektors. In den 80er Jahren wurden große SLMs auf Tageslichtprojektoren gelegt, um den Inhalt von Computermonitoren auf eine Fläche (Wand bzw. Leinwand) zu projizieren.
Mittlerweile gibt es SLMs, die innerhalb von Projektoren verbaut werden. Diese werden beispielsweise bei Präsentationen eingesetzt.
Gewöhnlicherweise moduliert ein SLM die Intensität eines Lichtstrahls, es ist jedoch auch möglich, die Phase oder auch die Phase und die Intensität gleichzeitig zu modulieren.

## Modulatortypen

### Elektronisch ansteuerbarer SLM (EASLM)
Die Pixel in einem EASLM werden elektronisch angesprochen und so entsprechende Bilder erzeugt. Die Kommunikation mit einem dem Signalgeber erfolgt dabei üblicherweise über konventionelle Schnittstellen (z. B. einen VGA-Eingang). Sie sind gemeinhin in Auflösungen bis zu SXGA (1280*1024) erhältlich. Im Gegensatz zu herkömmlichen Displays sind sie viel kleiner (die Größenordnung des aktiven Bereichs liegt bei 2 cm²). Ein Beispiel eines EASLMs ist das Digital Micromirror Device, das sich in einem DLP-Display (besser bekannt als Projektor) befindet.

### Optisch ansteuerbarer SLM (OASLM)
Bei einem OASLM (auch optisches Ventil) wird ein Lichtstrahl mit einem aufgeprägten Muster auf das Display geschickt, das vom Modulator nachgebildet wird. Üblicherweise bleibt die Bildinformation auf dem Display auch ohne Anwesenheit des Lichtes erhalten, kann aber optisch oder elektronisch gelöscht werden.
OASLMs werden oft als zweite Stufe eines hochauflösenden Displays verwendet, z. B. eines computererzeugten holographischen Displays. In einem Prozess, der als „Active Tiling“ bezeichnet wird, werden Bilder, die auf einem EASLM angezeigt werden, hintereinander auf verschiedene Teile eines OASLMs übertragen. Danach wird das Bild des OASLMs dem Betrachter gezeigt. Da EASLMs bis zu 2500 Frames/s erzeugen können, ist es möglich, ca. 100 Kopien des Bildes des EASLM's auf den OASLM zu kopieren, wobei auf dem OASLM immer noch ein flüssig laufendes Video angezeigt wird. Hiermit werden Auflösungen bis über 100 Megapixel möglich.

## Anwendungen

### Pulsformung
Um kurze Laserpulse in ihrer zeitlichen Struktur zu formen, kann man einen SLM einsetzen. Hierbei wird zunächst der Puls durch ein dispersives Element (z. B. ein Beugungsgitter oder ein Prisma) geschickt, um die Frequenzanteile räumlich zu trennen. Mit Hilfe einer räumlichen Phasenmodulation lassen sich nun die einzelnen Frequenzkomponenten zeitlich gegeneinander verzögern. Die Aufteilung in die einzelnen Frequenzanteile wird rückgängig gemacht, indem man das Licht abermals auf ein dispersives Element schickt. Entsprechend der Phasenmodulation lassen sich im Prinzip alle möglichen Pulsformen erzeugen.

### Holographische Datenspeicherung
SLMs werden in der Holografischen Datenspeicherung intensiv dafür benutzt, Informationen in einen Laserstrahl zu kodieren, ähnlich der Art und Weise wie dies mittels Transparenz bei einem Tageslichtprojektor geschieht. Sie können ebenso als Teil eines holografischen Displays eingesetzt werden.

### Optische Gitter
Ebenso lassen sich Modulatoren dafür verwenden, um mithilfe des auf einen Laserstrahl aufgeprägten Intensitätsmusters entsprechend optische Gitter herzustellen, in denen Atome gefangen und lokalisiert werden können, oder selbige nachträglich zu modifizieren.